# Dno
Dno (Russisch: Дно) is een stad in de Russische oblast Pskov. Het aantal inwoners ligt rond de 10.000. Dno is tevens het centrum van het gelijknamige bestuurlijke rayon. Dno ligt 113 kilometer ten oosten van Pskov. Dno staat bekend als spoorwegknooppunt.
De stad ontstond in 1897, bij het aanleggen van de spoorlijnen op de kruising van de spoorlijnen Pskov – Bologoje en Sint-Petersburg – Kiev. Dno kreeg de status van stad in 1925. Tot op de dag van vandaag leunt de economie zwaar op spoorweggerelateerde activiteiten. Dno is verder bekend om haar uitgebreide turfgronden.
Tijdens de Februarirevolutie ondertekende Tsaar Nicolaas II op het station van Dno de troonsafstand.
Gedurende de Koude Oorlog bevond zich vier kilometer ten zuiden van Dno een luchtmachtbasis.
Bestuurlijk centrum: Pskov 

Dno · Gdov · Nevel ·Novorzjev · Novosokolniki · Opotsjka · Ostrov · Petsjory · Porchov · Poestosjka · Pytalovo · Sebezj · Velikieje Loeki